# Schwieberdingen
Schwieberdingen è un comune tedesco di 11 010 abitanti, situato nel land del Baden-Württemberg.

## Sport
La cittadina ospita il torneo di tennis Klafs Tennis Grand Prix del circuito ITF Men's Circuit.